# Rosenrot (canción)
«Rosenrot» es el segundo sencillo del álbum de mismo nombre, Rosenrot, de la banda alemana de metal industrial Rammstein.
«Rosenrot» fue lanzada el 16 de diciembre de 2005. Los riffs de «Rosenrot» recuerdan mucho a los de «Stein um Stein», tema del álbum anterior, Reise, Reise. En realidad ambas canciones fueron grabadas durante las sesiones de grabación de Reise, Reise. En un principio, «Stein um Stein» se llamaba «Rosenrot 60» y la canción que finalmente se tituló «Rosenrot» llevaba el nombre de «Rosenrot NY». La canción es una adaptación del poema Heideröslein (La rosa en el matorral) de Johann Wolfgang Goethe y de la historia Schneeweißchen und Rosenrot (Blancanieves y Rosarroja) de los hermanos Grimm (no confundir con Blancanieves y los siete enanitos).

## Temática
La canción cuenta la historia de una niña que le pide a su enamorado que le vaya a buscar una flor que se encuentra en la cima de una montaña. Él intenta escalarla, pero resbala por culpa de una piedra suelta, cayendo y muriendo. Se puede entender como un ejemplo de las relaciones amorosas que destruyen a una persona. 
El estribillo de la canción asegura: Tiefe Brunnen muss man graben, wenn man klares Wasser will ('hay que cavar pozos profundos si se desea agua clara'); esta afirmación podría interpretarse como un equivalente del refrán castellano "quien algo quiere, algo le cuesta".

## Vídeo
El vídeo fue rodado por Zoran Bihac, quien también rodó los vídeos de "Mein Teil" y "Links 2 3 4", en Zarnesti, en las proximidades de Braşov, Rumanía. En él se ve a la banda caracterizada como un grupo de monjes de diferentes congregaciones y religiones que llega a un pueblo en las montañas. Till Lindemann se enamora de una joven muchacha que, al poco tiempo, se casa; esta le convence para que asesine a varias personas (presumiblemente su marido y a sus padres) y así escapar juntos. Finalmente, tras el asesinato, Till es delatado por la muchacha y quemado vivo por el pueblo. En el vídeo se ve a los integrantes del grupo flagelándose.

## Contenido del sencillo

### Versión con 4 temas
1. «Rosenrot» (3:47)
2. «Rosenrot» (The Tweaker Remix por Chris Vrenna) (4:34)
3. «Rosenrot» (Northern Lite Remix por Northern Lite) (4:45)
4. «Rosenrot» (3AM at Coset Remix por Jagz Kooner) (4:50)[2]

### Versión con 2 temas
1. «Rosenrot» (3:47)
2. «Rosenrot» (Northern Lite Remix por Northern Lite) (4:45)[2]